# Pterolepis (zoologia)
Pterolepis (zoologia) Rambur, 1838 è un genere di insetti ortotteri appartenente alla famiglia Tettigoniidae.

## Tassonomia
Il genere comprende le seguenti specie:
- Pterolepis adolphorum (Galvagni, 1988)
- Pterolepis algerica (Uvarov, 1935)
- Pterolepis augustini (Galvagni, 2001)
- Pterolepis berberica (Galvagni, 1989)
- Pterolepis bidens (Uvarov, 1924)
- Pterolepis claudiae (Galvagni, 1988)
- Pterolepis cordubensis Bolívar, 1900
- Pterolepis elymica Galvagni & Massa, 1980
- Pterolepis galitana (Uvarov, 1942)
- Pterolepis gessardi Bonnet, 1886
- Pterolepis grallata (Pantel, 1886)
- Pterolepis kabylica (Galvagni & Fontana, 2000)
- Pterolepis korsakovi (Uvarov, 1942)
- Pterolepis lagrecai (Fontana & Massa, 2004)
- Pterolepis lusitanica (Bolívar, 1900)
- Pterolepis maroccana (Bolívar, 1905)
- Pterolepis maura (Bonnet, 1886)
- Pterolepis moralesi (Galvagni, 1988)
- Pterolepis pedata Costa, 1882
- Pterolepis pieltaini (Morales-Agacino, 1940)
- Pterolepis pityusensis Barranco, 2014
- Pterolepis spoliata Rambur, 1838
- Pterolepis theryana Uvarov, 1927